# Saint-Vougay
Saint-Vougay (tiếng Breton: Sant-Nouga) là một xã của tỉnh Finistère, thuộc vùng Bretagne, miền tây bắc Pháp.

## Dân số
Người dân ở Saint-Vougay được gọi là Saint-Vougaisiens.